# روبرت جيلكريست (سياسي)
روبرت جيلكريست (بالإنجليزية: Robert Gilchrist)‏ هو سياسي أمريكي، ولد في 1790.